# 堯科

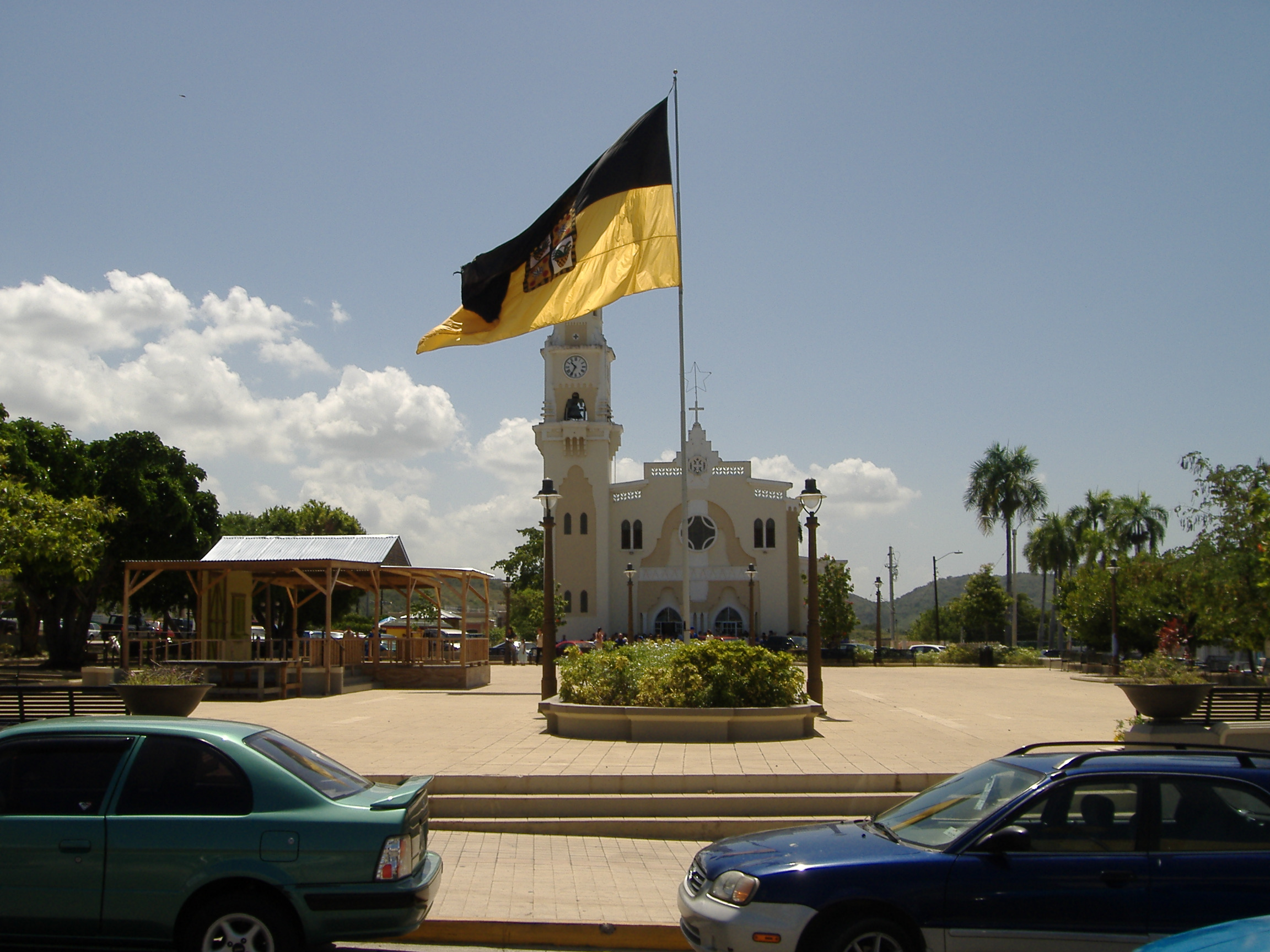

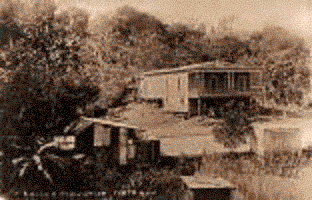

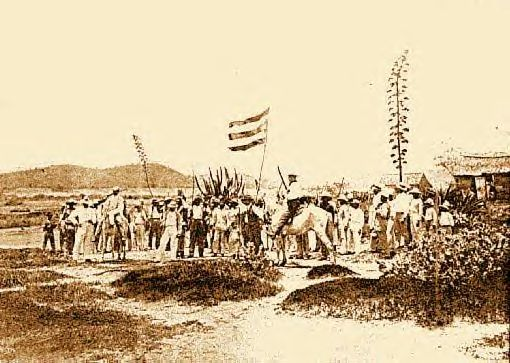

堯科（西班牙語：Yauco）是波多黎各的城鎮，位於該島西南部，始建於1756年2月29日，面積178平方公里，主要經濟活動是農業，2010年人口42,043，人口密度每平方公里240人。

## 外部連結
- Yauco and its barrios, United States Census Bureau